# Music & Me
| Críticas profissionais | Críticas profissionais |
| Avaliações da crítica  | Avaliações da crítica  |
| Fonte                  | Avaliação              |
| ---------------------- | ---------------------- |
| AllMusic               | 3 de 5 estrelas.       |

Music & Me é o terceiro álbum de estúdio a solo do cantor americano Michael Jackson, lançado em 13 de abril de 1973.

## Informação do álbum
O álbum foi lançado num período difícil para Michael, pois estava entrando na adolescência e sua voz estava mudando. Influênciado por colegas de trabalho como Stevie Wonder e Marvin Gaye, Michael queria por suas próprias composições no álbum, mas a Motown não permitiu isso, começou então os primeiros desentendimentos com a gravadora que levou a saída dos Jackson 5 no futuro. Apesar de aparecer dedilhando um violão na capa do álbum, não foi permitido o cantor tocar nenhum instrumento no álbum.
Como os Jackson 5 estavam em turnê pelo mundo, a promoção do álbum foi limitada, chegando a vender somente 5 milhões de cópias. Assim como a maioria dos álbuns solo do cantor na Motown, Music & Me era composto de muitos covers de músicas já conhecidas, mas que mesmo assim fizeram grande sucesso ou se tornaram clássico na voz do pequeno Michael, como With a Child's Heart do também pequeno Stevie Wonder, All the Things You Are, Too Young de Nat King Cole e Doggin 'Around de Jackie Wilson.
Os grandes destaques do álbum que se tornaram clássicos foram With a Child's Heart, música que resumiu posteriormente a vida do astro, assim como Music and Me que resumiu a sua carreira. A canção Happy, também fez bastante sucesso posteriormente.

## Relançamentos
Após o lançamento deste álbum, levaria dois anos para a gravadora Motown lançar um novo álbum solo de Michael Jackson. Seria o álbum Forever, Michael, gravado por Jackson depois que a Motown arquivou o trabalho após o sucesso surpreendente do single "Dancing Machine" do Jackson 5. O álbum mais tarde seria dobrado e lançado novamente em 1984, com o título Farewell My Summer Love, aproveitando o sucesso comercial do álbum Thriller. Em 2009 foi lançada a coleção Hello World: The Motown Solo Collection, que incluía o mix original de Music & Me, junto com os remixes de 1984.

## Lista de faixas
| N.º | Título                   | Compositor(es)                                                   | Duração |  |
| 1.  | "With A Child's Heart"   | Vicky Basemore, Henry Cosby, Sylvia Moy                          | 3:29    |  |
| 2.  | "Up Again"               | Freddie Perren, Yarian                                           | 2:50    |  |
| 3.  | "All the Things You Are" | Oscar Hammerstein II, Jerome Kern                                | 2:59    |  |
| 4.  | "Happy"                  | Michel Legrand, Smokey Robinson                                  | 3:25    |  |
| 5.  | "Too Young"              | Sidney Lippman, Sylvia Dee                                       | 3:38    |  |
| 6.  | "Doggin' Around"         | Lena Agree                                                       | 2:52    |  |
| 7.  | "Johnny Raven"           | Billy Page                                                       | 3:33    |  |
| 8.  | "Euphoria"               | Leon Ware, Hilliard                                              | 2:50    |  |
| 9.  | "Morning Glow"           | Stephen Schwartz                                                 | 3:37    |  |
| 10. | "Music and Me"           | Don Fenceton / Jerry Marcellino / Mel Larson / Michael R. Cannon | 2:38    |  |

## Desempenho nas paradas
| Paradas (1973)                          | Melhor posição |
| --------------------------------------- | -------------- |
| Estados Unidos (Billboard 200)          | 92             |
| Estados Unidos (Top R&B/Hip Hop Albums) | 24             |
| França (SNEP)                           | 108            |